# Ferdinando Martini
Ferdinando Martini (Firenze, 30 luglio 1841 – Monsummano Terme, 24 aprile 1928) è stato uno scrittore e politico italiano.
Fu senatore del Regno d'Italia nella XXVI legislatura, ministro delle Colonie e dell'Istruzione pubblica.

## Biografia
Figlio dell'autore di teatro Vincenzo Martini. Giornalista e scrittore. Collaborò dal 1872 al quotidiano Il Fanfulla firmandosi con lo pseudonimo "Fantasio". Nel luglio 1879 fondò il settimanale Fanfulla della domenica, che diresse fino al dicembre del 1880. Il 15 febbraio 1882 fondò La Domenica letteraria, che diresse fino all'agosto 1883. Garbato novelliere; fu professore alla Normale di Pisa. Venne eletto deputato al Parlamento italiano nel 1876 e conservò questa carica per quarantatré anni e tredici legislature. Fu Ministro delle Colonie del Regno d'Italia nei Governi Salandra I e Salandra II nonché Ministro dell'Istruzione Pubblica nel Governo Giolitti I.
Governatore dell'Eritrea dal 1897 al 1907, lasciò un segno indelebile nella Colonia primogenita. La sua buona gestione avviò l'Eritrea a uno sviluppo modesto, ma sano ed equilibrato, basato soprattutto su floride piantagioni. Il 1º marzo 1923 fu nominato Senatore del Regno. Nel 1925 fu tra i firmatari del Manifesto degli intellettuali fascisti, redatto da Giovanni Gentile. Martini fu massone e membro del Grande Oriente d'Italia. Venne affiliato con il grado di Maestro alla loggia Propaganda Massonica di Roma il 23.11.1885 (matricola n. 7082); votò a favore della mozione Bissolati per il divieto dell'insegnamento religioso nella scuola primaria. Intorno al 1887, su progetto dell'architetto Cesare Spighi, fece edificare alla periferia di Monsummano Terme, in località "Renatico", una splendida villa in stile rinascimentale con imponenti scalinate d'accesso. La villa, che oggi è passata in proprietà al Comune di Monsummano, porta il nome di villa Renatico-Martini, ed è sede del Museo di arte contemporanea e del Novecento. Poco prima della Grande Guerra, diede vita a un'importante collana di classici italiani edita dall'Istituto Editoriale Italiano. Pubblicò, nel 1923, da Treves, la garbata novella d'ambiente di fantasia A Pieriposa : da allora non più ristampata e capolavoro narrativo di questo arguto autore. Nel 1925 fu tra i fondatori dell'Istituto dell'Enciclopedia Italiana. A Martini è intitolato l'Istituto Alberghiero di Montecatini Terme.

## Archivio
Per volontà di Ferdinando Martini, alla sua morte, nel 1928, fu creato un "Fondo Martini" di 11.000 lettere, alla Biblioteca Nazionale Centrale di Firenze. Queste lettere sono state schedate in ordine alfabetico, per mittenti. Furono indirizzate a Martini, tra il 1861 e il 1926, da personalità come Giosuè Carducci, Alessandro D'Ancona, Gabriele D'Annunzio, Enrico Bemporad, Guido Biagi, Giovanni Fattori, Renato Fucini, Domenico Gnoli, Ugo Ojetti, Giovanni Pascoli, Giovanni Verga, Giuseppe Zanardelli.
Nella stessa biblioteca, il "Fondo Biagi" contiene lettere di Martini a Biagi; nel "Fondo Carteggi vari" ci sono lettere di Martini a Matilde Bartolommei Gioli, a Francesco Protonotari e a suo fratello Giuseppe; nel "Fondo De Gubernatis", lettere di Martini ad Angelo De Gubernatis. Alla Biblioteca Comunale Forteguerriana di Pistoia, per volontà degli eredi è stata versata nel 1931 la biblioteca personale di Ferdinando Martini che comprende 15.000, tra volumi e opuscoli, tra cui una cospicua raccolta teatrale, 60 periodici risorgimentali, stampe e autografi.

## Opere
- Chi sa il gioco non l'insegni. Proverbio in un atto in versi, Pisa, 1871;
- Ad una donna. Versi, Venezia, Visentini, 1872;
- Il peggio passo è quello dell'uscio, Milano, Carlo Barbini, 1874.
- Il primo passo, 1882.
- Fra un sigaro e l'altro: chiacchiere di Fantasio, Milano, G. Brigola, 1876, e successive edizioni tra le quali: Milano, Treves, 1930;
- Cose africane, da Saati ad Abba Carima, discorsi e scritti, Milano, F.lli Treves, 1896;
- Confessioni e ricordi, Firenze, Bemporad, 1922 (e successive edizioni);
- Ferdinando Martini, Lettere, 1860-1928, Milano, A. Mondadori, 1934, SBN RAV0177526. 26 tavole e 7 autografi fuor di testo.
- Nell'Africa italiana, Milano, Treves, 1891;
- Il Quarantotto in Toscana, Firenze, Bemporad, 1918.
- A Pieriposa, novella antica, Milano, Treves, 1923.